# Gianfrancesco da Tolmezzo

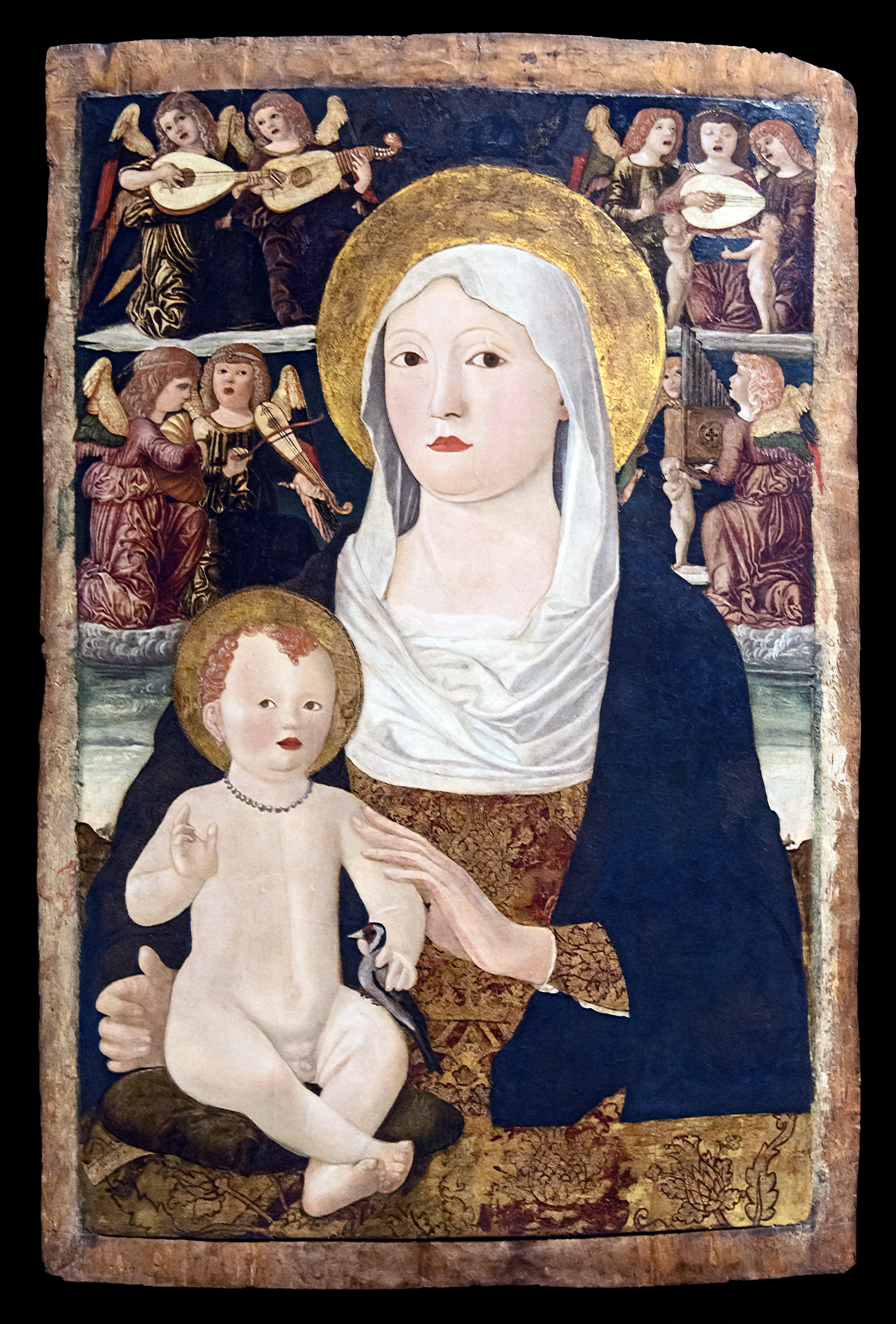
Madonna con Bambino e angeli, Gallerie dell'Accademia, Venezia

Gianfranco del Zotto noto come Gianfrancesco da Tolmezzo (Socchieve, 1450 – 1511) è stato un pittore italiano.

## Biografia
Considerato il geniale iniziatore della scuola di pittura tolmezzina, è uno dei massimi esponenti dell'arte pittorica friulana del Quattrocento. Non sono molti gli affreschi presenti in Veneto, anche a causa dell'umidità, ma molti sono di Gianfrancesco.
Le opere del periodo iniziale risentirono dell'influenza del suo maestro Dario da Treviso, e quindi si caratterizzarono per spunti gotico-cortesi, del Bellunello e di Mantegna.
Nel periodo più maturo l'artista riunì elementi veneti, con quelli francesi, assieme con un personalissimo insieme rinascimentale e arcaico goticizzante.
Nell'anno 2011 la sede di Palazzo Frisacco della cittadina alpina di Tolmezzo ospitò la piccola esposizione "Gianfrancesco da Tolmezzo e il suo tempo" volta a celebrare "i 500 anni dalla morte" del grande artista rinascimentale.

## Opere superstiti

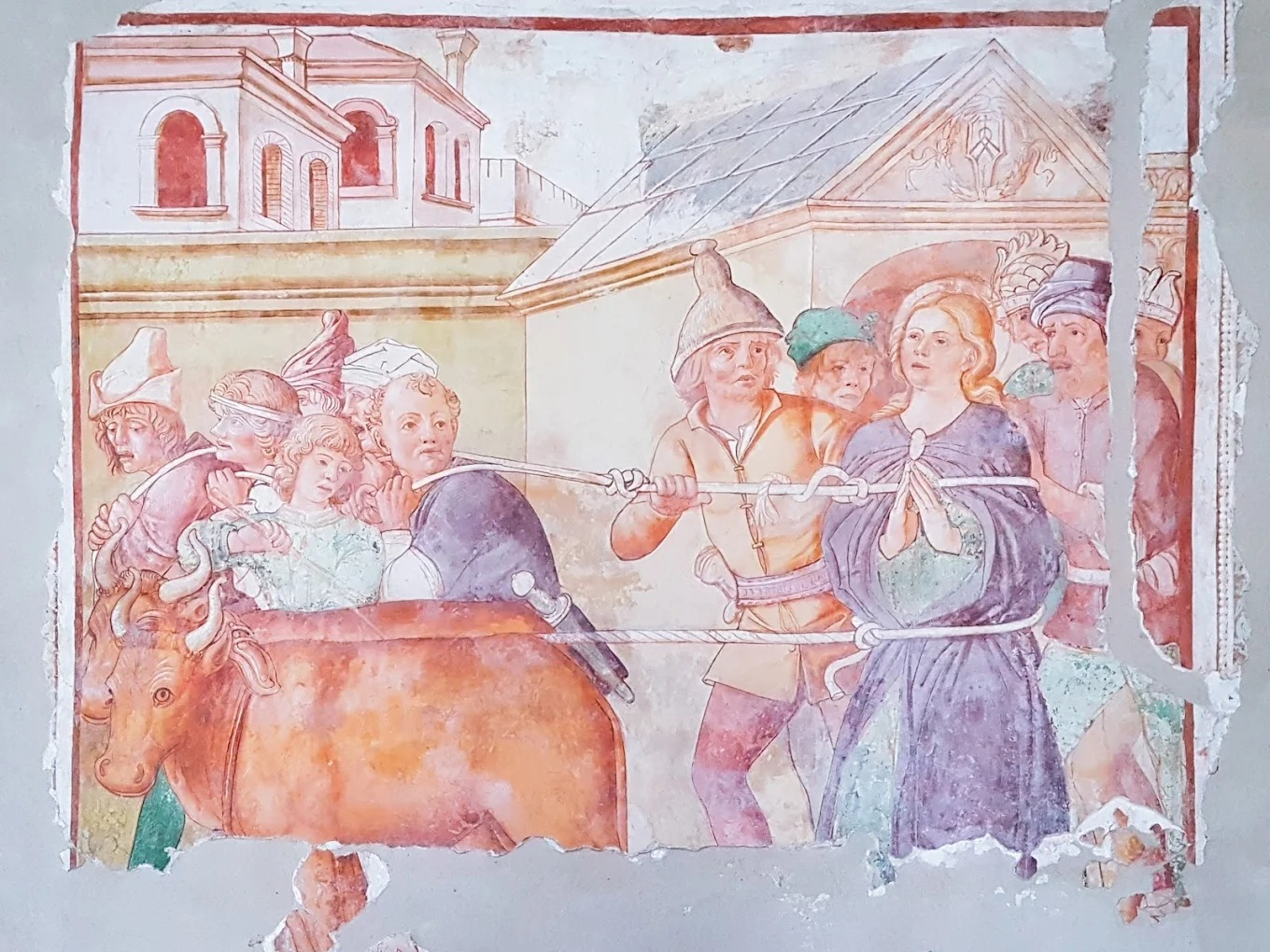
Martirio di Santa Lucia, Chiesa di Santa Lucia in Colle, Budoia

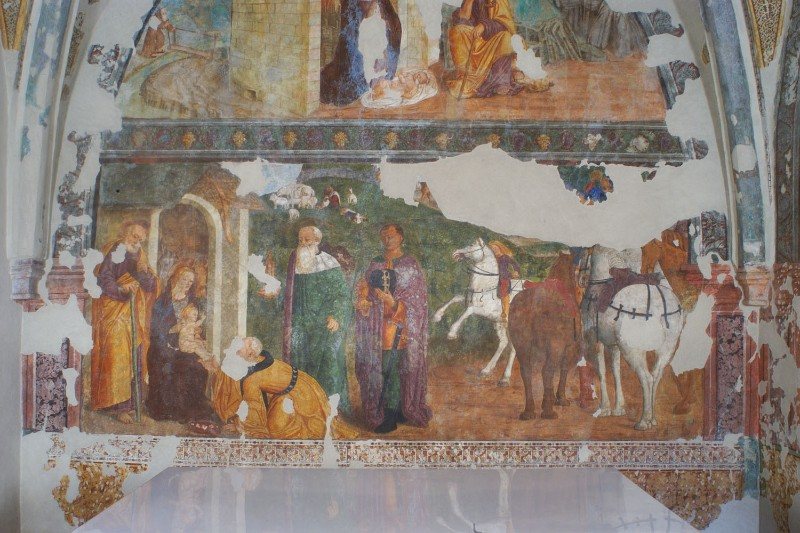
Adorazione dei Magi, Chiesa di Sant Antonio abate, Barbeano

- Ciclo di affreschi della chiesa parrocchiale di San Nicolò Vescovo di San Nicolò di Comelico (1482)
- Ciclo di affreschi della chiesa di Sant'Antonio a Barbeano (1490)
- Ciclo di affreschi della chiesa di San Lorenzo a Forni di Sotto (1492)
- Ciclo di affreschi della chiesa di San Martino a Socchieve (1493)
- Crocifissione, "uno dei più significativi cicli di affreschi del pittore carnico"[4] si trova nella chiesa di San Leonardo a Provesano (1496)[5]
- Ciclo di affreschi della chiesa di San Gregorio a Castel d'Aviano (1497)[6]
- Ciclo di affreschi della "Maina in Somp da Cleva" a Socchieve (ultimo decennio del XV secolo)
- Ciclo di affreschi della chiesa di San Floriano a Forni di Sopra (1500)
- Ciclo di affreschi della chiesa di Santa Maria di Pignano a Ragogna (1502)
- Ciclo di affreschi della chiesa di Sant'Andrea di Cordovado
- Affresco con Martirio di Santa Lucia, Chiesa di Santa Lucia in Colle, Budoia
- Dipinto murale staccato rappresentante Madonna con Bambino in trono, san Giovanni Battista e san Leonardo (1507-1507), Museo diocesano d'arte sacra, Pordenone, Friuli Venezia Giulia[7]
- Affresco su capitello raffigurante la Madonna con Bambino a Prata di Pordenone[8]
- Pala d'altare raffigurante La Madonna con Bambino e Angeli conservata presso le Gallerie dell'Accademia di Venezia[9]
- Pala d'altare raffigurante La Madonna con Bambino e santi già nella chiesa di S. Giuliana a Castel d'Aviano (1507)
- Dipinto raffigurante Adorazione dei Re Magi, (1482-1510), Villa I Tatti, The Harvard University Center for Italian Renaissance Studies di Firenze, Toscana, Italia[10]
- Pala d'altare della chiesa di S. Martino a Socchieve[11] (iniziata nel 1509, lasciata incompiuta nel 1511, terminata da un altro pittore nel 1513)

## Opere perdute
- Ciclo di affreschi della chiesa di San Pantaleone a Invillino di Villa Santina (1501 circa)
- Ciclo di affreschi della chiesa di San Giacomo a Pesariis (1505 circa)
- Ciclo di affreschi della chiesa dei Santi Filippo e Giacomo a Sezza (1506 circa)

## Opere attribuite
- Affresco raffigurante "l'Annunciazione in una lunetta di un grande ambiente, originariamente adibito a cappella, al pian terreno del Castello di Torre di Pordenone (Goi, 1988, p. 509)"[12], Museo Archeologico del Friuli Occidentale, Pordenone, Friuli Venezia Giulia[13] (1499)
- Dipinto raffigurante "La Madonna con Bambino" (1482-1499), Museo Piersanti di Matelica, Marche, Italia[14].
- Affresco raffigurante "San Floriano" della chiesa di S. Pietro a Sclavons (1500)
- Fregio ad affresco presente sulla facciata di un palazzo a Pordenone
- "Lacerto di affresco raffigurante Santa Barbara ed elementi architettonici decorati"[15] ubicato sulla parete interna della Chiesa di Santa Maria degli Angeli, detta "del Cristo", di Pordenone
- Affresco raffigurante "San Luca e la Pentecoste" della Concattedrale di Pordenone (molto deteriorato)

## Associazioni collegate alla figura di Gianfrancesco da Tolmezzo
- Comitato "Gianfrancesco da Tolmezzo" di Socchieve